# Roukiéta Rouamba
Roukiéta Rouamba, née le 7 juin 1992 à Houndé dans la province du Tuy dans la région des Hauts-Bassins est une écrivaine burkinabée.

## Biographie

### Enfance & Études
Roukiéta naît à Houndé. Elle fréquente l’école primaire publique Houndé « A », avant de poursuivre ses études secondaires au Lycée Provincial du Tuy. En 2012, elle obtient son baccalauréat et s’inscrit à la Faculté de communication et journalisme de l’Université Ouaga I Joseph Ki-Zerbo. En 2016, elle obtient sa licence option journalisme. Elle rejoint ensuite l’Institut supérieur de management, d'innovation et de communication pour y préparer un master. Elle est titulaire d’un Master en Sciences d’information et de la Communication.

## Engagement littéraire
Roukiéta a co-écrit avec l’écrivaine française Alison Cosson, les textes (dramaturgie) de la Compagnie VAURIENS ASBL (Belgique), pour la création, en mars 2024, du spectacle dénommé Vauriens,,,. Un spectacle qui vise à mettre en lumière les personnes qui sont victimes de la marginalité. Elle a aussi participé au total à 3 résidences d’écriture avec la compagnie, dont deux au Burkina et une à Bruxelles en 2023.[réf. nécessaire]

## Distinctions
- 2018: Plume d’or de la Meilleure Parution littéraire féminine de l’année[8],[9].

## Œuvres littéraires
- 2014: Vie dans la termitière[10] est une nouvelle inspirée par les émeutes qui ont eu lieu en 2014 dans son pays[3].

- 2015: Afi[8]/ Le roman Afi est encodé dans la base de données des Archives et Musée de la Littérature de Belgique[11].